# Förlösa-Kläckeberga distrikt
Förlösa-Kläckeberga distrikt är ett distrikt i Kalmar kommun och Kalmar län.
Distriktet ligger nordväst om Kalmar.

## Tidigare administrativ tillhörighet
Distriktet inrättades 2016 och utgörs av socknarna Förlösa och Kläckeberga i Kalmar kommun.
Området motsvarar den omfattning Förlösa-Kläckeberga församling hade vid årsskiftet 1999/2000 och som den fick 1998 när socknarnas församlingar slogs samman.